# Ergun Ortakçı
Ergun Ortakçı, auch Ergun Ortakcı (* 1. Januar 1959 in Balıkesir), ist ein ehemaliger türkischer Fußballspieler und heutiger -trainer.

## Spielerkarriere
Ortakçı begann seine Karriere bei Sultantepespor und wechselte 1978 zu Galatasaray Istanbul. Bei den Gelb-Roten kam er zu drei Ligaspielen. Von 1979 bis 1981 spielte Ortakçı für Düzcespor. Ortakçı wechselte zum Erstligisten Altay Izmir und spielte dort fünf Jahre lang. Während dieser Zeit stieg er mit Altay in die 2. Liga ab und konnte den Wiederaufstieg nach einer Saison feiern. Nach seiner Zeit bei Altay Izmir wurde Ortakçı Spieler von Bakırköyspor und Üsküdar Anadolu SK. Zu seinem Karriereende 1991 wurde Ortakçı Drittligameister.

## Trainerkarriere
Seine ersten Trainertätigkeiten waren als Co-Trainer für Küçükçekmecespor, Kasımpaşa Istanbul und Eyüpspor. Im Januar 1996 übernahm Ortakçı den Cheftrainerposten bei Eyüpspor und betreute die Mannschaft bis Juni 1996. Es folgten zahlreiche Engagements als Cheftrainer von Kasımpaşa, Balıkesirspor und Kocaelispor.
Seit dem 16. November 2018 ist Ortakçı Trainer von Çengelköyspor.

## Erfolge

### Als Spieler
Altay Izmir
- Zweitligameister: 1984

Üsküdar Anadolu SK
- Drittligameister: 1991

### Als Trainer
Ümraniyespor
- Bölgesel-Amatör-Lig-Sieger: 2011
- Viertligameister: 2014

Kocaelispor
- Bölgesel Amatör Lig-Sieger: 2016